# Erythrus angustatus
Erythrus angustatus là một loài bọ cánh cứng trong họ Cerambycidae.